# ジョーカー・ステアーズ

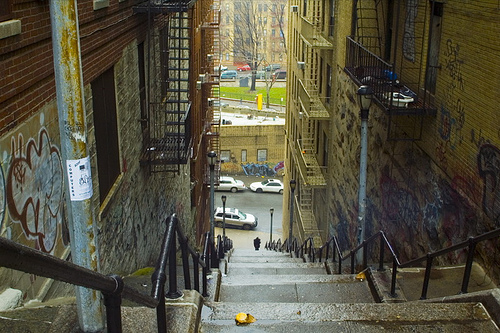

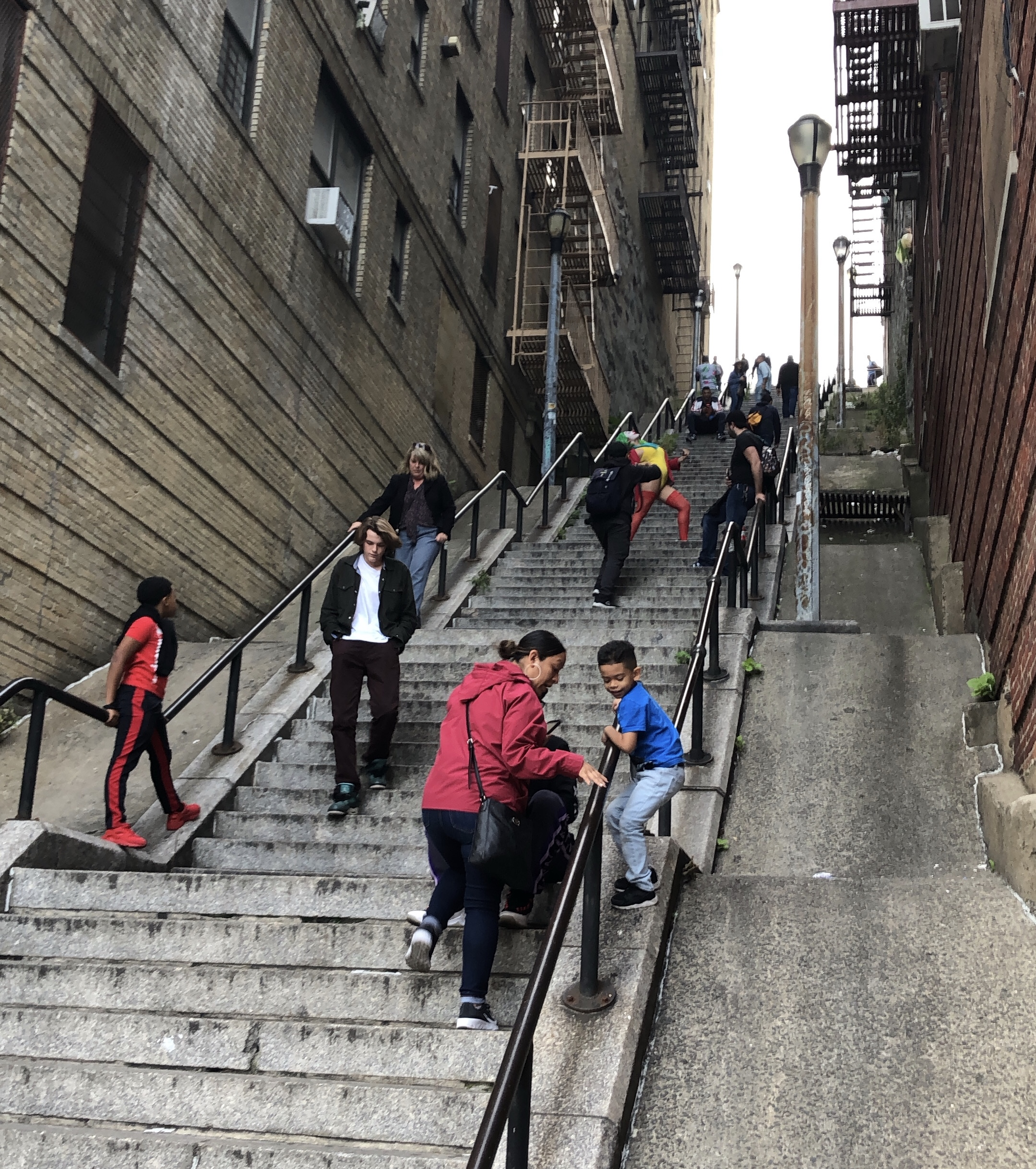

ジョーカー・ステアーズ (Joker Stairs: ジョーカーの階段)とは、ニューヨーク市ブロンクス区ハイブリッジの西167丁目にあるシェイクスピア通りとアンダーソン通りを結ぶ階段通りの通称であり、2019年公開の映画『ジョーカー』でホアキン・フェニックスが演じる主人公のアーサーが、劇中内でジョーカーとなって印象的なダンスを披露したことで世界的に有名な場所として注目を浴びる。ニューヨーク市営地下鉄の4番線の167丁目駅の近くにある。
この階段は、映画のプロモーション・ポスターにも登場し、観光地となっている。この階段とアーサーのダンスはインターネット上でミームとなっている。 多くの観光客が映画のシーンを再現し、時にはジョーカーの衣装を着て、観光客で階段が混雑するほどである

## 映画のシーン
ホアキン・フェニックスが演じる主人公のアーサー・フレックにとって、日常の一部として、この階段を利用している姿が繰り返し映し出されている。その後、映画のクライマックスでは、ゲイリー・グリッターの「ロックンロール・パート2」をバックに、赤色スーツとピエロのメイクを身につけ、印象的なダンスを披露しながら階段を降りる姿が映し出された。この階段は、映画のプロモーション・ポスターにも登場し、現在は観光地となっている。この階段とアーサーのダンスはインターネット上でミームとなっている。 多くの観光客が映画のシーンを再現し、時にはジョーカーの衣装を着て現れる観光客もおり、階段が観光客で混雑するほどである。
India Todayは、「階段は何年も前から存在し、ニューヨークの最も有名なスポットにつながっているにもかかわらず、この地域の犯罪と関連していたため、あまり人気がなかった」と指摘。 ニューヨーク・タイムズ紙は、2007年に公開された伝記的犯罪映画『アメリカン・ギャングスター』で、当初、サウス・ブロンクス地区にある階段がシーンに使用される予定だったが、舗装されて美化されすぎていたため、ジョーカーには美学的に受け入れられなかったと記している。 NBCニューヨークは、ジョーカー・ステアーズが、1976年に公開されたアメリカのスポーツドラマ『ロッキー』で見られた「フィラデルフィア美術館の階段のような、有名な映画の舞台の仲間入りをした」と記している。